# Jutland du Nord (amt)
Pour les articles homonymes, voir Jutland du Nord.
L'amt du Jutland du Nord (en danois : Nordjyllands Amt) est un ancien amt (département) du Danemark. Depuis 2007, son territoire fait partie de la région du Jutland du Nord.

## Géographie
Le Jutland du Nord se trouvait à l'extrémité nord de la partie continentale (Jutland) du Danemark.

## Liste des municipalités
L’amt du Jutland du Nord est composé depuis le 1er janvier 2007 de neuf   municipalités :
| - Aalborg - Brønderslev - Frederikshavn - Hjørring - Jammerbugt - Læsø | - Mariagerfjord - Rebild - Vesthimmerland |